# Kvarntjärnen (Frostvikens socken, Jämtland, 715237-142579)
Kvarntjärnen är en sjö i Strömsunds kommun i Jämtland och ingår i Ångermanälvens huvudavrinningsområde. Sjön har en area på 0,203 kvadratkilometer och ligger 365,3 meter över havet.

## Delavrinningsområde
Kvarntjärnen ingår i det delavrinningsområde (715139-142763) som SMHI kallar för Utloppet av Gussvattnet. Medelhöjden är 400 meter över havet och ytan är 35,82 kvadratkilometer. Räknas de 9 avrinningsområdena uppströms in blir den ackumulerade arean 59,27 kvadratkilometer. Gussvattenån som avvattnar avrinningsområdet har biflödesordning 3, vilket innebär att vattnet flödar genom totalt 3 vattendrag innan det når havet efter 298 kilometer. Avrinningsområdet består mestadels av skog (65 procent). Avrinningsområdet har 9,75 kvadratkilometer vattenytor vilket ger det en sjöprocent på 27,2 procent.